# Jens Roch
Jens Roch (* 23. September 1978) ist ein deutscher Badmintonspieler.

## Karriere
Jens Roch gewann 2002 die Italian International und 2003 die Dominican Republic International. 1999, 2001 und 2003 nahm er an den Weltmeisterschaften teil. Bei deutschen Einzelmeisterschaften erkämpfte er sich dreimal Silber und zweimal Bronze. Er bestritt insgesamt 30 Länderspiele mit der deutschen Badmintonnationalmannschaft. 2007 wurde er Studenten-Europameister in St. Petersburg.

## Sportliche Erfolge
| Saison    | Veranstaltung                    | Disziplin    | Platz | Name                             |
| --------- | -------------------------------- | ------------ | ----- | -------------------------------- |
| 1999/2000 | Deutsche Einzelmeisterschaft     | Herreneinzel | 3     | Jens Roch (PSV Ludwigshafen)     |
| 2000      | Romanian International           | Herreneinzel | 3     | Jens Roch                        |
| 2000/2001 | Deutsche Einzelmeisterschaft     | Herreneinzel | 3     | Jens Roch (PSV Ludwigshafen)     |
| 2001/2002 | Deutsche Einzelmeisterschaft     | Herreneinzel | 2     | Jens Roch (Post SV Ludwigshafen) |
| 2002      | Italian International            | Herreneinzel | 1     | Jens Roch                        |
| 2002/2003 | Deutsche Einzelmeisterschaft     | Herreneinzel | 2     | Jens Roch (Post SV Ludwigshafen) |
| 2003      | Weltmeisterschaft                | Herreneinzel | 17    | Jens Roch                        |
| 2003      | Dominican Republic International | Herreneinzel | 1     | Jens Roch                        |
| 2003/2004 | Deutsche Einzelmeisterschaft     | Herreneinzel | 2     | Jens Roch (Post SV Ludwigshafen) |
| 2007      | Studenten-Europameisterschaften  | Herreneinzel | 1     | Jens Roch                        |